# ジョナ・ベイリス
ジョナ・ジェームズ・ベイリス（Jonah James Bayliss , 1980年8月13日 - ）は、アメリカ合衆国マサチューセッツ州出身の元プロ野球選手（投手）。

## 来歴・人物
2002年のMLBドラフト7巡目指名でカンザスシティ・ロイヤルズと契約し、2005年6月21日にメジャーデビュー。翌2006年にピッツバーグ・パイレーツに移籍し、桑田真澄と同僚だった2007年は中継ぎで39試合に登板した。
2008年以降はメジャーでの登板はなく、同年6月にトロント・ブルージェイズに移籍し、ブルージェイズ傘下の3Aチームに所属していた。
2009年7月24日、抑えのアレックス・グラマンの離脱などで、ブルペン陣が苦しい状況が続いていた埼玉西武ライオンズに入団。8月14日の対日本ハム戦で一軍初登板を果たし、主にセットアッパーとして登板した。14イニングで被安打18、8四球と安定感とは程遠かったが、被本塁打は1本に抑え、防御率だけでみると3.21と西武の投手陣の中では抑えており、多くの試合で起用されていた。しかし、WHIPは1.86とかなり高く、前の投手が残した走者を返したり自分の出した走者を後続が抑えるということが多かった。同年11月12日に自由契約公示された。
2010年はヒューストン・アストロズとマイナー契約を結んだが、5月28日に契約を解除され、その後ブルージェイズとマイナー契約を結び、マイナーでシーズンを過ごす。オフにはタンパベイ・レイズとマイナー契約を結んだが解雇され、その後独立リーグのアトランティックリーグのランカスター・バーンストーマーズと契約。
2012年は独立リーグ・ブリッジポート・ブルーフィッシュでプレー。
その後、現役引退。
引退後はテネシー州ヘンダーソンヴィルにある野球アカデミーで投手コーチを務めている。

## プレースタイル
独特の右サイドの投球フォームから繰り出す、150km/hを超える直球とスライダーを武器にメジャー通算61試合に登板し、5勝を挙げている中継ぎのスペシャリストである。

## 詳細情報

### 年度別投手成績
| 年 度    | 球 団    | 登 板 | 先 発 | 完 投 | 完 封 | 無 四 球 | 勝 利 | 敗 戦 | セ 丨 ブ | ホ 丨 ル ド | 勝 率 | 打 者 | 投 球 回 | 被 安 打 | 被 本 塁 打 | 与 四 球 | 敬 遠 | 与 死 球 | 奪 三 振 | 暴 投 | ボ 丨 ク | 失 点 | 自 責 点 | 防 御 率 | W H I P |
| -------- | -------- | ----- | ----- | ----- | ----- | -------- | ----- | ----- | -------- | ----------- | ----- | ----- | -------- | -------- | ----------- | -------- | ----- | -------- | -------- | ----- | -------- | ----- | -------- | -------- | ------- |
| 2005     | KC       | 11    | 0     | 0     | 0     | 0        | 0     | 0     | 0        | 0           | ----  | 48    | 11.2     | 7        | 2           | 4        | 0     | 2        | 10       | 0     | 0        | 6     | 6        | 4.63     | 0.94    |
| 2006     | PIT      | 11    | 0     | 0     | 0     | 0        | 1     | 1     | 0        | 1           | .500  | 69    | 14.2     | 13       | 1           | 11       | 2     | 1        | 15       | 2     | 0        | 7     | 7        | 4.30     | 1.64    |
| 2007     | PIT      | 39    | 0     | 0     | 0     | 0        | 4     | 3     | 0        | 4           | .571  | 179   | 37.2     | 51       | 8           | 18       | 2     | 2        | 29       | 1     | 0        | 36    | 35       | 8.36     | 1.83    |
| 2009     | 西武     | 19    | 0     | 0     | 0     | 0        | 0     | 0     | 1        | 6           | ----  | 67    | 14.0     | 18       | 1           | 8        | 0     | 0        | 6        | 1     | 0        | 5     | 5        | 3.21     | 1.86    |
| MLB：3年 | MLB：3年 | 61    | 0     | 0     | 0     | 0        | 5     | 4     | 0        | 5           | .556  | 296   | 64.0     | 71       | 11          | 33       | 4     | 5        | 54       | 3     | 0        | 49    | 48       | 6.75     | 1.63    |
| NPB：1年 | NPB：1年 | 19    | 0     | 0     | 0     | 0        | 0     | 0     | 1        | 6           | ----  | 67    | 14.0     | 18       | 1           | 8        | 0     | 0        | 6        | 1     | 0        | 5     | 5        | 3.21     | 1.86    |

### 記録
NPB
- 初登板：2009年8月14日、対北海道日本ハムファイターズ13回戦（札幌ドーム）、5回裏2死に2番手で救援登板、1回1/3を無失点
- 初奪三振：同上、5回裏に紺田敏正から空振り三振
- 初ホールド：2009年8月18日、対福岡ソフトバンクホークス16回戦（福岡Yahoo! JAPANドーム）、11回裏1死に4番手で救援登板、2/3回無失点
- 初セーブ：2009年9月9日、対北海道日本ハムファイターズ17回戦（西武ドーム）、9回表に4番手で救援登板・完了、1回無失点

### 背番号
- 22 （2005年）
- 54 （2006年 - 2007年途中）
- 42 （2007年途中 - 同年終了、2009年）